# Susan Macdowell Eakins
Susan Hannah Eakins (nascida Macdowell; 21 de setembro de 1851 – 27 de dezembro de 1938) foi uma pintora e fotógrafa norte-americana. Seus trabalhos foram exibidos pela primeira vez na Academia de Belas-Artes da Pensilvânia, onde ela era uma estudante. Ela ganhou o Mary Smith Prize lá em 1879 e o prêmio Charles Toppan em 1882.
Um de seus professores foi o artista Thomas Eakins, que mais tarde se tornou seu marido. Ela fez retratos e pinturas de naturezas mortas. Ela também era conhecida por sua fotografia.
Depois que seu marido morreu em 1916, Eakins se tornou uma pintora prolífica. Seus trabalhos foram exibidos em exposições coletivas em sua vida, embora sua primeira exposição individual tenha sido realizada depois que ela morreu.

## Biografia

### Primeiros anos
Ela foi a quinta de oito filhos de William H. Macdowell, um gravador e fotógrafo da Filadélfia, que também era um pintor habilidoso. Ele passou para seus três filhos e cinco filhas seu interesse por Thomas Paine e pelo livre-pensamento. Tanto Susan quanto sua irmã, Elizabeth Macdowell Kenton, demonstraram interesse precoce pela arte, que foi incentivado por seu pai. Susan ganhou um estúdio no sótão para suas obras de arte. Além de seus talentos artísticos, ela também era uma pianista proficiente.

### Educação
Ela tinha 25 anos quando conheceu Thomas Eakins na Galeria Hazeltine, onde sua pintura The Gross Clinic estava sendo exibida em 1876. Também foi exibida na Exposição do Exposição Universal de 1876.